# 疏花异燕麦
疏花藏山燕麦（学名：Helictotrichon tibeticum var. laxiflorum），别名疏花异燕麦，为禾本科山燕麦属下的一个变种。

## 扩展阅读
- 維基物種上的相關：疏花异燕麦